# Laurie Holden
Laurie Holden (Los Angeles, 1972.), američka je glumica koja je javnosti najpoznatija po ulozi Marite Covarrubias u kultnoj znanstveno-fantastičnoj seriji "Dosjei X".

## Život
Laurie Holden se je rodila u Los Angelesu (Kalifornija), 1972. godine. Otac joj je glumac Larry Holden, a majka Adrienne Ellis, također glumica. Laurie je najstarija kći u obitelji koju još čini brat Christopher.
Laurie je glumica koja je javnosti najpoznatija po ulozi Marite Covarrubias u kultnoj znanstveno-fantastičnoj seriji Dosjei X (1996. – 2002.). Snimila je, s Jimom Carreyem The Majestic (2001.), i filmu Fantastic Four (2005.). Laurie oživotvorila lik Cybil Bennett iz videoigre u filmu Silent Hill (2006.). Nedugo zatim glumila je u filmu The Mist (2007.) i seriji Živi mrtvaci (2010.) po ulozi Andree.

## Filmografija
- The Martian's Chronicles (1980.)
- Separate Vacations (1986.)
- Physical Evidence (1989.)
- Young Catherine (1991.)
- TekWar : TekLab (1994.)
- Expect, No Mercy (1995.)
- The Pathfinder (1996.)
- Past Perfect (1996.)
- Dosjei X (serija) (1996-2002.)
- Echo (1997.)
- The Magnificent Seven (serija) (1998. – 2000.)
- The Majestic (2001.)
- Meet Market (2004.)
- Bailey's Billion$ (2005.)
- Fantastic Four (2005.)
- Silent Hill (2006.)
- The Mist (2007.)
- The Shield (serija) (2008.)
- Živi mrtvaci (serija) (2010. – 2013.)
- Honeytrap (2014.)
- Dumb and Dumber To (2014.)
- Major Crimes (serija) (2014. – 2015.)
- Chicago Med (serija) (2015.)
- The Americans (serija) (2017.)
- Pyewacket (2017.)
- Arctic Justice (2018.)
- Dragged Across Concrete (2018.)

## Vanjske poveznice
- Laurie Holden u internetskoj bazi filmova IMDb-u (engl.)